# Bubble Bobble: Old and New
Bubble Bobble: Old and New est un jeu vidéo de plates-formes développé par Taito Corporation et édité par Media Kite, sorti en 2002 sur Game Boy Advance.

## Accueil
- Jeux vidéo Magazine : 15/20[1]
- Jeuxvideo.com : 15/20[2]